# Frauke Katharina Wedemann
Frauke Katharina Wedemann (* 1977 in München) ist eine deutsche Juristin.

## Leben
Das Studium (1996–2002) der Rechtswissenschaften in Münster, Oxford und München schloss sie als Stipendiatin der Studienstiftung des deutschen Volkes 2002 mit der ersten juristischen Staatsprüfung in München ab. Von 2002 bis 2003 war sie wissenschaftliche Hilfskraft am Institut für Internationales Recht – Rechtsvergleichung der Universität München (Andreas Heldrich, Horst Eidenmüller). Nach der zweiten juristischen Staatsprüfung 2004 in München war sie von 2005 bis 2009 Notarassessorin im bayerischen Notardienst. Von 2006 bis 2008 war sie Referentin im Bundesministerium der Justiz, in den Referaten für Gesellschaftsrecht und Corporate Governance (2006–2008), Unterhaltsrecht (2006/2007), Sachen- und Grundbuchrecht (2007/2008). Nach der Promotion 2005 an der Universität München, Promotionsstipendiatin des Programms zur Förderung der Chancengleichheit von Frauen in Forschung und Lehre der Universität München war sie von 2009 bis 2012 wissenschaftliche Referentin am Max-Planck-Institut für ausländisches und internationales Privatrecht (Holger Fleischer). Nach der Habilitation 2012 an der Bucerius Law School lehrt sie seit 2012 als Inhaberin des Lehrstuhls für Bürgerliches Recht, Deutsches, Europäisches sowie Internationales Handels- und Gesellschaftsrecht an der Universität Münster. 2012 vertrat sie den Lehrstuhl an der Universität Marburg. 2014 lehrte sie als Gastprofessorin an der Universität Wien. Sie war 2015 Visiting Scholar an der Law School der Universität Stanford und 2023 Visiting Scholar an der Law Faculty der Universität Oxford.
Ihre Forschungsschwerpunkte sind deutsches sowie europäisches Handels- und Gesellschaftsrecht, Rechtsvergleichung, Internationales Privatrecht, Herausforderungen der demographischen Alterung für das Recht.
Sie ist mit dem Mathematiker Christian Liedtke verheiratet. Das Paar hat zwei Kinder und lebt bei München.

## Schriften (Auswahl)
- Konkurrierende Vaterschaften und doppelte Mutterschaft im Internationalen Abstammungsrecht. Baden-Baden 2005, ISBN 3-8329-1759-4.
- Gesellschafterkonflikte in geschlossenen Kapitalgesellschaften. Tübingen 2013, ISBN 3-16-152540-X.
- Handelsrecht. Einschließlich Bilanzrecht. München 2015, ISBN 978-3-406-59332-1.